# 1942 v loďstvech
Tento článek obsahuje významné události v oblasti loďstev v roce 1942.

## Lodě vstoupivší do služby
- 27. února –  Niššin – nosič hydroplánů
- 20. března –  USS South Dakota (BB-57) – bitevní loď stejnojmenné třídy
- 29. dubna –  Akicušima – nosič hydroplánů
- 30. dubna –  USS Indiana (BB-58) – bitevní loď třídy South Dakota
- 12. května –  USS Massachusetts (BB-59) – bitevní loď třídy South Dakota
- 29. května –  USS Barton (DD-599) – torpédoborec třídy Benson
- 22. června –  HMS Anson – bitevní loď třídy King George V
- 16. srpna –  USS Alabama (BB-60) – bitevní loď třídy South Dakota
- 29. srpna –  HMS Howe – bitevní loď třídy King George V
- 28. listopadu –  Rjúhó – letadlová loď
- 31. prosince –  USS Essex (CV-9) – letadlová loď třídy Essex